# Nano Today
Nano Today – науковий журнал, який видає Elsevier. Журнал містить шість номерів на рік. Публікуються статті, що охоплюють усі аспекти нанонауки та нанотехнологій . 
Імпакт-фактор у 2020 році становив 20,722. Згідно зі статистичними даними Web of Science, цей імпакт-фактор ставить журнал на 11 місце серед 178 журналів у категорії Мультидисциплінарна хімія та на 13 місце серед 338 журналів у категорії Мультидисциплінарне матеріалознавство. Журнал посідає 5 місце  серед 106 журналів у категорії «Нанонауки та нанотехнології».